# Keanu Baccus
Keanu Baccus, né le 7 juin 1998 à Durban, est un footballeur international australien qui évolue au poste de milieu défensif au St. Mirren FC.

## Biographie

### Carrière en club
Né à Durban en Afrique du Sud, Keanu Baccus a cependant déménagé très tôt en Australie, où il commence sa carrière professionnelle au Western Sydney Wanderers. Il joue son premier match avec l'équipe première du club le 1er janvier 2017.

### Carrière en sélection
En septembre 2022, Keanu Baccus est convoqué pour la première fois avec l'équipe nationale d'Australie. Il honore sa première sélection le 25 septembre 2022, lors du match amical contre la Nouvelle-Zélande.
Le 8 novembre 2022, il est sélectionné par Graham Arnold pour participer à la Coupe du monde 2022,.